# Luiz Carlos Victor Pujol
Luiz Carlos Victor Pujol (Belém (Pará), 10 de março de 1909 – Brasília, 7 de agosto de 1981) foi um advogado, jornalista e político brasileiro. Foi deputado federal por São Paulo entre 1955 e 1959, e  prefeito interino do Distrito Federal em abril de 1964. Antes disso, exerceu diversas funções públicas no Governo Federal.

## Biografia
Pujol era filho de Vítor Desiré Pujol, um oficial da Marinha e jornalista, e de Evangelina Carlos de Carvalho Pujol. Estudou o ensino primário e secundário no Instituto Lafayette no Rio de Janeiro e em 1932 formou-se pela Faculdade de Direito da Universidade Federal do Rio de Janeiro. Enquanto estudante, escreveu para os jornais A Batalha, Diário da Noite, O Jornal e A Esquerda.
Em 1933, Pujol foi designado para seu primeiro cargo público, o de prefeito de Patrocínio Paulista, São Paulo. Posteriormente, chefiou a Secretaria de Negócios Jurídicos da prefeitura da capital estadual. Em 1950, candidatou-se sem êxito a deputado estadual pelo Partido Trabalhista Nacional (PTN). Em 1954, foi eleito deputado federal. Na Câmara dos Deputados, integrou a Comissão de Diplomacia e foi vice-líder do PTN.
Pujol concorreu à reeleição como deputado federal em 1958, mas não logrou sucesso. Com o golpe de Estado em 1964, substituiu Ivo de Magalhães como prefeito de Brasília, mas ocupou esta função apenas entre 3 e 9 de abril daquele ano.